# Tour Noir-Argentiere
Il Tour Noir-Argentiere è un gruppo di creste rocciose situate nella parte settentrionale delle Alpi del Monte Bianco, nelle Alpi Graie.

## Cime principali
Partendo dal Mont Dolent, la cresta principale si dirige verso Nord; dopo la Breche de l'Amone,  una serie di cime minori costituiscono le Aiguilles Rouges du Dolent:
- l'Aiguille de l'Amone 3.586 m,
- la Pointe de la Fouly 3.608 m,
- il Grand Gendarme 5.599 m,
- la Punta Kurz 3.680 m e altri pinnacoli minori; proseguendo sulla cresta in fino ad incontrare:
- la Tour Noir  3.836 m
- l'Aiguille de l'A Neuve  3.763 m.

Dopo queste vette, la cresta si orienta verso Ovest-Nord-Ovest, passando attraverso la Fleche Rousse, per poi incontrare:  
- l'Aiguille d'Argentiere 3.902 m

Oltrepassando il Col d'Argentiere (3.323 m), è il passaggio migliore tra il Ghiacciaio d'Argentiere (Francia)  ed il Ghiacciaio di Saleina (Svizzera), seguendo il Ghiacciaio du Chardonnet.

## Rifugi
- Rifugio d'Argentière 2.771 m
- Cabane de Saleina 2.693 m